# Annika Malacinski
Annika Malacinski (* 9. Mai 2001) ist eine US-amerikanische Nordische Kombiniererin.

## Werdegang
Malacinski, die für den Steamboat Springs Winter Sports Club startet, gab ihr internationales Debüt am 24. August 2018 in Oberstdorf im Rahmen des Youth Cups. Ihr Continental-Cup-Debüt gab sie am 14. Dezember 2018 beim Wettkampf im heimischen Steamboat Springs, den sie auf dem siebten Rang beendete. Auch am darauffolgenden Wochenende konkurrierte Malacinski in Park City im Continental Cup, trat dann aber bei keinen weiteren Stationen an. Sie schloss die Saison auf dem 22. Platz der Gesamtwertung ab.
In Abwesenheit der Vorjahressiegerin Tara Geraghty-Moats gewann Malacinski im Juli 2019 den nationalen Meistertitel in Park City, welcher im Massenstart vergeben wurde. Wenige Monate später gewann sie die finnischen Sommermeisterschaften in Kuopio für ihren dortigen Verein Ounasvaaran Hiihtoseura. In der Continental-Cup-Saison 2019/20 ging Malacinski bei allen Wettkämpfen an den Start, wobei sie ihre beste Platzierung bereits als Siebte Mitte Dezember 2019 in Park City im Massenstart erzielte. Darüber hinaus war sie in Eisenerz gemeinsam mit Ben Loomis, Tara Geraghty-Moats und Jared Shumate Teil des Mixed-Teams beim ersten Wettkampf dieser Art im Winter und verpasste als Vierte knapp das Podest. In der Gesamtwertung wurde sie Fünfzehnte. Bei den nordischen Junioren-Skiweltmeisterschaften 2020 in Oberwiesenthal belegte Malacinski Rang 24 im Gundersen Einzel sowie den siebten Platz mit dem Mixed-Team. 
Beim historisch ersten Weltcup-Wettbewerb der Frauen am 18. Dezember 2020 in der Ramsau belegte Malacinski den 28. Platz. Nach einer mehrwöchigen Wettkampfpause nahm sie Mitte Februar 2021 an den Nordischen Junioren-Skiweltmeisterschaften in Lahti teil, wo sie im Einzelwettbewerb den 21. Platz belegte sowie gemeinsam mit Niklas Malacinski, Alexa Brabec und Evan Nichols Sechste im Mixed-Team wurde. Wenige Wochen später war sie Teil der US-amerikanischen Delegation bei den Nordischen Skiweltmeisterschaften in Oberstdorf, wo die erste Medaillenentscheidung in der Nordischen Kombination der Frauen ausgetragen wurde. Malacinski lag nach dem Sprunglauf dreieinhalb Minuten hinter der Führenden, verlor auf der Loipe eine weitere Minute und beendete das Rennen schließlich auf dem 23. Platz.
Malacinski debütierte am 28. August 2021 in Oberhof im Grand Prix, der höchsten Wettkampfserie im Sommer. Sie belegte dabei den neunten Platz und konnte auch bei den weiteren Stationen Punktgewinne verzeichnen. In der Gesamtwertung wurde sie Elfte. Malacinski war zu Beginn der Weltcup-Saison als einzige US-Amerikanerin im Weltcup dabei. Sie übernahm dabei die führende Position im Team, nachdem die Gesamtweltcupsiegerin des Vorjahres Tara Geraghty-Moats die Nordische Kombination verlassen hatte. Malacinski wurde dieser Rolle gerecht und erzielte bei den Stationen in Lillehammer, Otepää und Ramsau einige Platzierungen unter den besten Zwanzig. Am 7. Januar 2022 war sie in Val di Fiemme gemeinsam mit Taylor Fletcher, Alexa Brabec und Jared Shumate Teil der US-Mixed-Staffel, die beim historisch ersten Mixed-Team-Wettbewerb im Weltcup den sechsten Rang erreichte. Im Oktober 2022 wurde sie erneut US-amerikanische Meisterin.
Bei den Nordischen Skiweltmeisterschaften 2025 in Trondheim belegte sie im Massenstart den 25. Platz, im Gundersen Einzel erreichte sie Rang 24. Gemeinsam mit Niklas Malacinski, Ben Loomis und Alexa Brabec wurde sie Neunte im Mixed-Team.

## Persönliches
Malacinski ist Halb-Finnin. Ihr jüngerer Bruder Niklas ist ebenso als nordischer Kombinierer aktiv.

## Statistik

### Platzierungen bei Weltmeisterschaften
| Jahr und Ort    | Wettbewerb | Wettbewerb  | Wettbewerb |
| Jahr und Ort    | Gundersen  | Massenstart | Mixed-Team |
| --------------- | ---------- | ----------- | ---------- |
| 2021 Oberstdorf | 23.        | —           | —          |
| 2023 Planica    | 22.        | —           | 07.        |
| 2025 Trondheim  | 24.        | 25.         | 09.        |

### Weltcup-Platzierungen
| Saison  | Platz | Punkte |
| ------- | ----- | ------ |
| 2020/21 | 28.   | 003    |
| 2021/22 | 17.   | 122    |
| 2022/23 | 24.   | 083    |
| 2023/24 | 14.   | 499    |

### Grand-Prix-Platzierungen
| Saison | Platz | Punkte |
| ------ | ----- | ------ |
| 2021   | 11.   | 125    |
| 2022   | 10.   | 090    |

### Continental-Cup-Platzierungen
| Saison  | Platz | Punkte |
| ------- | ----- | ------ |
| 2018/19 | 22.   | 089    |
| 2019/20 | 15.   | 125    |
| 2021/22 | 08.   | 120    |
| 2022/23 | 02.   | 326    |
| 2023/24 | 14.   | 170    |